# Хожениці (Лодзинське воєводство)
Хожениці (пол. Chorzenice) — село в Польщі, у гміні Сульмежиці Паєнчанського повіту Лодзинського воєводства.
Населення — 352 особи (2011).
У 1975-1998 роках село належало до Пйотрковського воєводства.

## Демографія
Демографічна структура станом на 31 березня 2011 року:
|          | Загалом | Допрацездатний вік | Працездатний вік | Постпрацездатний вік |
| -------- | ------- | ------------------ | ---------------- | -------------------- |
| Чоловіки | 183     | 32                 | 130              | 21                   |
| Жінки    | 169     | 21                 | 94               | 54                   |
| Разом    | 352     | 53                 | 224              | 75                   |